# Сеппик, Марккус
Марккус Сеппик (эст. Markkus Seppik; 16 апреля 2001, Пярну) — эстонский футболист, центральный защитник.

## Биография
Воспитанник клуба «Кейла», первый тренер — Тарго Калдоя. В 2016 году перешёл в таллинскую «Флору», где поначалу играл в юниорских турнирах, а также за вторую и третью команды в низших лигах Эстонии. В основной команде «Флоры» дебютировал 10 марта 2019 года в матче высшей лиги Эстонии против «Тулевика», отыграв все 90 минут. В весенней части сезона 2019 года провёл 2 матча за «Флору», а летом вместе с ещё одним игроком клуба — Маттиасом Мяннилааном — был отдан в годичную аренду в немецкий клуб «Хольштайн» (Киль), где выходил на поле только за юношескую команду. С осени 2020 года снова играл за «Флору». Со своим клубом становился чемпионом и призёром чемпионата Эстонии, финалистом Кубка и обладателем Суперкубка страны. В 2021 году сыграл свои первые матчи в еврокубках.
Выступал за сборные Эстонии младших возрастов, сыграл 39 матчей. В марте 2021 года получил первый вызов в национальную сборную, но не смог поехать на выезд, так как вместе с группой игроков заболел коронавирусом. Позднее вызывался в сборную в мае 2021 года, а также в ноябре 2022 года для участия в Кубке Балтии, но оставался запасным.

## Достижения
- Чемпион Эстонии: 2020, 2022
- Серебряный призёр чемпионата Эстонии: 2021
- Финалист Кубка Эстонии: 2020/21
- Обладатель Суперкубка Эстонии: 2021